# 鸭绿乌头
鸭绿乌头（学名：Aconitum jaluense）为毛茛科乌头属下的一个种。

## 扩展阅读
維基物種上的相關：鸭绿乌头